# Het wassen beeld
Het wassen beeld is een hoorspel naar het korte verhaal The Waxwork van Alfred McLelland Burrage dat gepubliceerd werd in de bundel Someone in the Room (1931). F.A. Poggenbeek vertaalde het en de AVRO zond het als hoorspel uit op zondag 25 oktober 1964. De regisseur was Dick van Putten. De uitzending duurde 22 minuten.

## Rolbezetting
- Louis de Bree (Geoffrey Perkins, directeur van een dagblad)
- Paul van der Lek (Raymond Hewson, journalist)
- Rien van Noppen (Sir George Stanford, directeur van een wassenbeeldenmuseum)
- Tonny Foletta (Wilkins, zijn assistent)
- Willy Ruys (dr. Bourdette)
- Jan Wegter (politie-inspecteur)

## Inhoud
De journalist Raymond Hewson wil in z’n eentje de nacht doorbrengen in een befaamd wassenbeeldenmuseum om een artikel te schrijven over de "Moordenaarskamer". Onder de beelden van charmeurs als Crippen is ook dat van Dr. Bourdette te zien, 'De Franse Jack the Ripper', en het verontrust hem werkelijk. Naarmate de nacht vordert, verontrust het hem steeds meer dat de halsafsnijder nooit werd opgepakt…